# Edmund Migoś
Edmund Migoś (ur. 20 sierpnia 1937 w Świerczewie, zm. 3 września 2006 w Gorzowie Wielkopolskim) – polski żużlowiec.
Na żużlu zaczął startować w połowie lat 50. i przez całą karierę związany był ze Stalą Gorzów. Jako reprezentant Polski zdobył złoty i dwa srebrne medale Drużynowych Mistrzostw Świata. W 1968 roku w Rybniku zdobył srebrny medal w Indywidualnych Mistrzostwach Polski, a w 1970 roku na torze w Gorzowie Wlkp. zdobył tytuł Indywidualnego Mistrza Polski.

## Osiągnięcia
Indywidualne Mistrzostwa Świata
- 1970 -  Wrocław - jako rezerwowy – 4 pkt → wyniki

Drużynowe Mistrzostwa Świata
- do uzupełnienia

Indywidualne Mistrzostwa Polski
- 1970 - Gorzów Wielkopolski- 1. miejsce - 14 pkt